# Den korrumperade snuten
Den korrumperade snuten (originaltitel: Bad Lieutenant) är en amerikansk kriminaldramafilm från 1992 i regi av Abel Ferrara, med Harvey Keitel i huvudrollen.